# Ruta Estatal de Nevada 426
La Ruta Estatal de Nevada 426, y abreviada SR 426 (en inglés: Nevada State Route 426) es una carretera estatal estadounidense ubicada en el estado de Nevada. La carretera inicia en el Oeste desde la SR 430     en Reno hacia el Este en la US 395     en Reno. La carretera tiene una longitud de 0,6 km (0.370 mi).

## Mantenimiento
Al igual que las autopistas interestatales, y las rutas federales y el resto de carreteras estatales, la Ruta Estatal de Nevada 426 es administrada y mantenida por el Departamento de Transporte de Nevada por sus siglas en inglés Nevada DOT.